# Säsong 4 av RuPauls dragrace All Stars
Säsong 4 av RuPauls dragrace: All Stars offentliggjordes vara i produktion för VH1 den 22 augusti 2018. Strax innan det blev officiellt bekräftade RuPaul i ett avsnitt av hans poddsändning What's the Tee?, att filmningen pågick av en fjärde säsong Allstars. Vinnaren från säsong 3, Trixie Mattel offentliggjorde sedan tillsammans med gästerna Katya Zamolodchikova och Detox de kommande deltagarna i ett specialprogram som kallades Trixie's Playhouse. Från början var det tänkt att sändas den 8 november 2018, men man beslutade att skjuta upp förkunnandet en dag på grund av masskjutningarna i Thousand Oaks, Kalifornien.
Säsongen hade premiär den 14 december 2018 på VH1, en vecka efter RuPauls dragrace Holi-slay Spectacular, ett specialavsnitt av RuPauls dragrace med jultema..

## Tävlingsdeltagare
Dragdrottningarna som tävlade om en plats i Drag Race Hall of Fame var:
(Ålder och namn angivna gäller vid tiden för inspelning.)
| Tävlingsdeltagare | Namn               | Ålder | Hemstad                  | Originalsäsong(er) | Originalplacering(ar) | Placering    |
| ----------------- | ------------------ | ----- | ------------------------ | ------------------ | --------------------- | ------------ |
| Latrice Royale    | Timothy Wilcots    | 46    | South Beach, Florida     | Säsong 4           | Fjärdeplats           | ej avgjort   |
| Latrice Royale    | Timothy Wilcots    | 46    | South Beach, Florida     | All Stars 1        | Sjunde/åttondeplats   | ej avgjort   |
| Manila Luzon      | Karl Westerberg    | 37    | Los Angeles, Kalifornien | Säsong 3           | Finalist              | Sjätte plats |
| Manila Luzon      | Karl Westerberg    | 37    | Los Angeles, Kalifornien | All Stars 1        | Sjunde/åttondeplats   | Sjätte plats |
| Monét X Change    | Kevin Bertin       | 28    | The Bronx, New York      | Säsong 10          | Sjätteplats           | ej avgjort   |
| Monique Heart     | Kevin Richardson   | 32    | Kansas City, Missouri    | Säsong 10          | Åttondeplats          | ej avgjort   |
| Naomi Smalls      | Davis Heppenstall  | 24    | Chicago, Illinois        | Säsong 8           | Finalist              | ej avgjort   |
| Trinity The Tuck  | Ryan Taylor        | 33    | Orlando, Florida         | Säsong 9           | Tredje/fjärdeplats    | ej avgjort   |
| Valentina         | James Andrew Leyva | 27    | Echo Park, Kalifornien   | Säsong 9           | Sjundeplats           | Sjundeplats  |
| Gia Gunn          | Gia Ichikawa       | 28    | Los Angeles, Kalifornien | Säsong 6           | Tiondeplats           | Åttondeplats |
| Farrah Moan       | Cameron Clayton    | 25    | Los Angeles, Kalifornien | Säsong 9           | Åttondeplats          | Niondeplats  |
| Jasmine Masters   | Martell Robinson   | 41    | Los Angeles, Kalifornien | Säsong 7           | Tolfteplats           | Tiondeplats  |

1. 1 2 3  Deltagaren vann titeln Miss Congeniality under sin originalsäsong.
2. ↑  Latrice Royale lämnade först All Stars 4 på sjundeplats, men återvände som deltagare efter att ha återvunnit en plats i en mim-duell.
3. ↑  Trinity Taylor kallas för Trinity The Tuck från början av säsongen, ett namnbyte som hon gjorde för att det gamla kändes så "tråkigt".

## Mimdueller
| Avsnitt | Deltagare (Person vald att lämna tävlingen) | Deltagare (Person vald att lämna tävlingen) | Deltagare (Person vald att lämna tävlingen) | Låt                                                 | Vinnare                        | Risk för att bli utslagen                             | Utslagen ur tävlingen |
| ------- | ------------------------------------------- | ------------------------------------------- | ------------------------------------------- | --------------------------------------------------- | ------------------------------ | ----------------------------------------------------- | --------------------- |
| 1       | Monique Heart (Jasmine Masters)             | vs.                                         | Trinity The Tuck (Jasmine Masters)          | "Emotions" (Mariah Carey)                           | Trinity The Tuck               | Farrah Moan Jasmine Masters                           | Jasmine Masters       |
| 2       | Monét X Change (Farrah Moan)                | vs.                                         | Valentina (Farrah Moan)                     | "Into You" (Ariana Grande)                          | Valentina                      | Farrah Moan Monique Heart                             | Farrah Moan           |
| 3       | Manila Luzon (Gia Gunn)                     | vs.                                         | Trinity The Tuck (Gia Gunn)                 | "How Will I Know" (Whitney Houston)                 | Manila Luzon                   | Gia Gunn Valentina                                    | Gia Gunn              |
| 4       | Manila Luzon (Monét X Change)               | vs.                                         | Monique Heart (Latrice Royale)              | "The Bitch Is Back" (Tina Turner)                   | Monique Heart                  | Latrice Royale Monét X Change                         | Latrice Royale        |
| 5       | Manila Luzon (Valentina)                    | vs.                                         | Monét X Change (Valentina)                  | "Jump to It" (Aretha Franklin)                      | Manila Luzon & Monét X Change  | Monique Heart Naomi Smalls Trinity The Tuck Valentina | Ingen                 |
| 6       | Jasmine Masters                             | vs.                                         | Trinity The Tuck                            | "Peanut Butter" (RuPaul ft. Big Freedia)            | Trinity The Tuck               | Ej tillämpligt.                                       | Jasmine Masters       |
| 6       | Farrah Moan                                 | vs.                                         | Valentina                                   | "Kitty Girl" (RuPaul)                               | Valentina                      | Ej tillämpligt.                                       | Farrah Moan           |
| 6       | Gia Gunn                                    | vs.                                         | Naomi Smalls                                | "Adrenaline" (RuPaul)                               | Naomi Smalls                   | Ej tillämpligt.                                       | Gia Gunn              |
| 6       | Latrice Royale                              | vs.                                         | Monique Heart                               | "Sissy That Walk" (RuPaul)                          | Latrice Royale & Monique Heart | Ej tillämpligt.                                       | Ingen                 |
| 7       | Latrice Royale (Valentina)                  | vs.                                         | Trinity The Tuck (ej avgjort)               | "You Spin Me Round (Like a Record)" (Dead or Alive) | Latrice Royale                 | Naomi Smalls Valentina                                | Valentina             |

     Deltagaren blev utslagen efter första gången den hamnat på en bottenplacering.
     Deltagaren blev utslagen efter andra gången den hamnat på en bottenplacering.
      Deltagaren blev utslagen efter tredjegången den hamnat på en bottenplacering.
     Deltagaren blev utslagen efter att ha förlorat sin mimduell i "LaLaPaRUza"-avsnittet.
1. ↑  I avsnitt 5 förklarade RuPaul efter mimduellen att All Stars-reglerna tillfälligt skulle frångås och att ingen skickades hem.

## Gästdomare
Som gästdomare för säsongen syns:

- Jenifer Lewis, skådespelare, komiker, sångare och aktivist
- Ciara, sångare, låtskrivare, dansare, och modell
- Kacey Musgraves, countrysångare
- Gus Kenworthy,  freestyleåkare
- Keiynan Lonsdale, skådespelare, sångare och dansare
- Erica Ash, skådespelare, komiker, sångare och modell
- Zoë Kravitz, skådespelare, sångare och modell
- Cecily Strong, skådespelare och komiker
- Yvette Nicole Brown, skådespelare och komiker
- Rita Ora, sångare och skådespelare
- Susanne Bartsch, evenmangsproducent
- Ellen Pompeo, skådespelare, regissör och producent
- Frances Bean Cobain, konstnär och modell
- Felicity Huffman, skådespelare
- Jason Wu, konstnär och modedesigner

### Specialgäster
Personer som gästar programmet i olika avsnitt men som inte sitter med i domarpanelen:
Avsnitt 2
- Stacy Layne Matthews, tävlingsdeltagare från säsong 3
- Leland, sångare, kompositör och skivproducent
- Freddy Scott, kompositör och skådespelare

Avsnitt 4
- Stacy Layne Matthews
- Sir Elton John, sångare och kompositör

Avsnitt 5
- Lady Bunny, dragqueen
- Stacy Layne Matthews